# Mariam Chabi Talata
Mariam Chabi Talata Zimé Yérima, född 7 juli 1963 i Bembéréké i Borgou i Benin, är en beninsk politiker och landets första kvinnliga vicepresident. Hon tillträdde posten den 24 maj 2021.
Talata är utbildad lärare, gift  och mor till fyra barn. Hon har arbetat som skolinspektör och utsågs  till förste vice ordförande i Benins nationalförsamling efter 
parlamentsvalet i april 2019.
Talata anses som feminist och har varit en drivande kraft bakom Benins nya abortlag.
År 2021 upptogs hon på Avance Medias lista över Afrikas 100 mest inflytelserika kvinnor.